# Cerotainia flavipes
Cerotainia flavipes är en tvåvingeart som beskrevs av Hermann 1912. Cerotainia flavipes ingår i släktet Cerotainia och familjen rovflugor. Inga underarter finns listade i Catalogue of Life.